# Il cavaliere del mistero
Il cavaliere del mistero (The Black Knight) è un film del 1954 diretto da Tay Garnett.

## Trama
Al castello del duca di Yeonil lavora il giovane maniscalco John, il quale è molto ben visto dal suo padrone data la sua assoluta fedeltà, e anche dalla figlia Linet, della quale è innamorato, ricambiato. Il duca, accortosi di ciò, ordina a John di andarsene per il suo bene, in quanto nulla lui e sua figlia potrà mai esserci. Quella sera, però, il castello del Duca viene assediato e incendiato dai vichinghi. Alla battaglia partecipa brevemente anche John che, assistendo all'uccisione della Duchessa da parte di uno di loro, decide di abbandonare il campo di battaglia per seguirlo. Ciò lo conduce al castello di re Artù, che sta ospitando momentaneamente il re Marco di Cornovaglia. In seguito all'aggressione dell'uomo da parte di John, il re ordina di ucciderlo, ma l'intervento di Sir Oantzlake, anziano cavaliere devoto al giovane fabbro, gli concede in grazia tre mesi di libertà per provare la sua accusa, in caso contrario morirà. Frattanto si scopre che re Marco sta architettando le varie razzie dei vichinghi, i quali in realtà sono suoi stessi soldati, capitanati dall'infido cavaliere saraceno Sir Palamede, insieme al suo servo (colui che ha ucciso la Duchessa di Yeonil). Tutto questo è un piano studiato per spodestare re Artù. John approfitta della sua libertà per andare a trovare Linet, e qui si scopre che il Duca ha subito un'amnesia, e Linet non intende rivedere il fabbro, considerandolo un codardo, avendolo visto "fuggire" durante l'assedio. Frattanto John, tra le continue provocazioni di Sir Palamede, viene addestrato da Oantzlake alle arti di combattimento con la spada e la lancia. Non appena divenuto molto abile, John si crea da sé armi e corazza, ornati con uno stemma raffigurante un grande uccello nero. In seguito a varie battaglie, John, ossia il cavaliere nero, riesce a guadagnarsi il rispetto del re Artù e di Linet, ma Sir Palamede allo stesso tempo approfitta del fatto che si nasconda per farlo passare per criminale. Infatti, dopo essersi intrufolato nel castello del re Marco, John scopre che dal mare i soldati saraceni attaccheranno il castello del re e si impadroniranno dell'Inghilterra. Ma quando corre al castello per informare il sovrano, egli lo fa rinchiudere in prigione. Sir Oantzlake lo aiuta nuovamente facendolo evadere, dandogli così la possibilità di provare ciò che dice. La mattina seguente al castello scoppia una grande battaglia, durante la quale Sir Palamede viene ucciso da John in duello. Alla fine, John viene accolto fra i cavalieri di re Artù, e, con somma gioia del Duca (che ha riacquisito la memoria), gli viene concessa la mano di Linet, da lui tanto sognata.

## Produzione

### Luoghi delle riprese
Le scene ambientate nella foresta vennero girate nel Parco Nero di Iver Heath, nel Buckinghamshire; le scene del castello nel Castell Coch a Tongwynlais; altre scene vennero girate in Spagna, a Madrid e Avila.